# Аеродром Земун поље
Аеродром 13. мај, познат и као аеродром Земун Поље (: ), је цивилни спортски аеродром у Београду. Налази се 10 km западно од центра Београда у Земун Пољу, општини Земун.
Аеродром се најчешће користи за спортско и аматерско летење, а у оквиру њега постоји Центар за обуку пилота „Земун Поље”, који је основан 1996. године.
У склопу аеродрома налазе авиони Pioneer 200, Pioneer 300, MXP-155 Tayrona, MXP Sila 450C и Cessna 172 Skyhawk, хеликоптер Газела и сервис за млазне хеликоптере. Такође, поред хеликоптера и авиона аеродром поседује и жирокоптере Apollo Gyro AG-1 и MTO Sport 914, а први је доступан за обуку пилота.
Аеродром поседује и моторне змајеве, а доступни су модели Pipistrel Spider и Apollo Delta Jet.